# Tomáš Polák
Tomáš Polák (ur. 24 kwietnia 1974 w Brnie) – czeski szachista, arcymistrz od 2000 roku.

## Kariera szachowa
Pod koniec lat 90. awansował do czołówki czeskich szachistów. W 1998 (na I szachownicy) i 2000 r. reprezentował swój kraj na szachowych olimpiadach, natomiast w 2007 – na drużynowych mistrzostwach Europy. Również w 2007 r. osiągnął największy sukces w dotychczasowej karierze, zwyciężając w rozegranych w Pradze indywidualnych mistrzostwach Czech. W następnym roku w finałowym turnieju o mistrzostwo kraju zajął II miejsce.
Jeden z pierwszych międzynarodowych startów zanotował w 1988 r., reprezentując Czechosłowację na mistrzostwach świata juniorów do lat 18 w Timisoarze. W 1990 r. zdobył tytuł wicemistrza, natomiast rok później – mistrza kraju w tej kategorii wiekowej. W 1994 r. triumfował w mistrzostwach Moraw, natomiast w 1997 zajął I lokatę w Ołomuńcu.
W kolejnych latach sukcesy odniósł m.in. w:
- Balaguerze (2001, dz. I m. wspólnie z m.in. Michaelem Oratovskim i Heikki Westerinenem),
- Deizisau (2002, Neckar Open, dz. I m. z m.in. Ivanem Farago, Janem Gustafssonem, Władimirem Jepiszynem, Rustemem Dautowem i Lewonem Aronianem),
- Splicie (2003, dz. I m. z Csabą Horvathem i Dinko Brumenem(inne języki)),
- Brne (2003, dz. I m. z Jerzym Słabym),
- Paksie (2004, dz. I m. z Pavlem Simackiem i Emilem Anką),
- Brnie (2005, dz. I m. z Julianem Radulskim),
- Splicie (2005, I m.),
- Dreźnie (2007, dz. I m. z m.in. Tomaszem Markowskim, Wadimem Małachatko, Stanisławem Sawczenko i Aleksandrem Grafem),
- Syrakuzach (2007, dz. I m. wspólnie z Georgijem Timoszenko),
- Brnie (2008, dz. II m. za Aleksandrem Miśtą, wspólnie z m.in. Piotrem Bobrasem).

Najwyższy ranking w dotychczasowej karierze osiągnął 1 kwietnia 2008 r., z wynikiem 2553 punktów zajmował wówczas 7. miejsce wśród czeskich szachistów.